# Chiesa di San Jacopo a Sandomierz
La chiesa di San Jacopo è un edificio sacro situato a Sandomierz, in Voivodato della Santacroce, diocesi di Sandomierz.
Il luogo è stato testimone del martirio dei beati Sadoc e compagni.
Questa chiesa è anche il santuario della Madonna del Rosario.